# Microwave News
Microwave News est une publication (en anglais) lancée en 1981, synthétisant et rapportant les données disponibles sur les effets sanitaires et environnementaux des champs électromagnétiques (CEM) et d'autres types de rayonnements non ionisants dans le monde, avec une attention particulière portée aux systèmes de téléphones portables et aux lignes électriques. Parmi ses sujets d'intérêt figurent aussi les tours et antennes de diffusion radar, radio et TV, et de nombreux sujets connexes, ainsi que les usages médicaux possibles des rayonnements électromagnétiques.
Visuellement, en 2020, Microwave News se présente surtout comme une revue de veille sur ces sujets, parfois illustrée de nombreux graphiques et de photos (de scientifiques…), citant ses sources, souvent via des liens hypertextes.

## Historique et profil éditorial de la revue
Début 1981, le Dr Louis Slesin lance la publication, avec son premier numéro imprimé en janvier.

La revue a été créée à New York et son siège y est encore.
En 2003, la publication est convertie au format Web (en juin) et gratuitement consultable en ligne.
Microwave News se présente comme un journal indépendant, et associé à aucune industrie ni Agence gouvernementale. Il ne publie pas de recherches propres, mais est une source secondaire.
La revue joue parfois un rôle d'alerte, par exemple, récemment (2019/2020), vis-à-vis de certaines prédispositions génétiques et/ou du positionnement des antennes de téléphones portables qui a changé : l'antenne était autrefois située dans la partie haute du téléphone (et donc proche de l'oreille interne) ; elle est maintenant (dans les smartphones) disposée dans le bas du téléphone, et donc beaucoup plus proche de la glande thyroïde. Selon Microwave News, ceci doit être pris en compte dans les analyses historiques et les études épidémiologiques en cours sur les éventuels effets du téléphone portable. D'autre part, ceci pourrait, selon une étude récente, être l'une des causes de l'augmentation du cancer de la thyroïde constatée dans le monde. Ainsi en décembre 2019, une étude épidémiologique de Yawei Zhang (Yale School of Public Health), publiée dans Annals of Epidemiology a intégré dans ses facteurs d'analyse de risques la présence/absence de certains gènes de réparation de l'ADN. Elle montre qu'une utilisation intense du téléphone portable induit un risque de tumeur (microcarcinomes thyroïdiens) environ cinq fois plus élevé chez les personnes ne disposant pas de ces gènes (par rapport à celles ayant les gènes de réparation les plus communs).Louis Slesin évoque à ce propos une étude animale oubliée, faite par Bill Guy à l'université de Washington dans les années 1980 qui avait montré que les micro-ondes causaient beaucoup plus de tumeurs endocrines, y compris de la thyroïde, chez les rats exposés, étude présentée en 1984 en première page de Microwave News.
De nombreux articles sont critiques vis-à-vis de certains modes de transport de l'électricité et envers de nombreux usages des radiofréquences, mais la ligne éditoriale inclut le reportage d'études ayant découvert des usages médicaux utiles de ces mêmes radiofréquences. Pour prendre un exemple récent : Microwave News citait en 2020 une découverte faite par hasard et encore inexpliquée, à l'université de l'Iowa, montrant que des champs électriques et magnétiques statiques semblent permettre de contrôler le diabète chez la souris de laboratoire, en réduisant sa glycémie et en régulant sa réponse à l’insuline ; Cette étude, note Louis Slesin peut faire évoquer une autre étude publiée 10 ans plus tôt par Samuel Milham (du Ministère de la santé de l'État de Washington) posant l'hypothèse qu'une grande partie des maladies dites de civilisation qui ont émergé au XXe siècle seraient dues à l'électrification plutôt qu'aux autres changements de mode de vie).

## Financements
Microwave News était initialement financé par ses abonnements, et depuis juin 2003 (passage au format Web ouvert) il est financé par les contributions volontaires de ses lecteurs.

## Archives
Les anciens numéros imprimés sont disponibles gratuitement (en format PDF) sur le site Web de Microwave News.
Les PDF des éditions Web peuvent également être téléchargés.

## Critiques (positives ou négatives)
Le magazine Time (3 juillet 1990) décrit Microwave News et son rédacteur en chef (Louis Slesin). Le Times décrit la revue comme « méticuleusement étudié et entièrement documenté » et insiste sur son rôle de lanceur d'alerte (avec comme exemples le cas de 23 travailleurs de la Bath Iron Works à Bath (Mexique) qui ont eu des «coups de soleil» un jour de pluie après avoir été exposés au radar d'une frégate de la Marine, le cas d'incendies spontanés de décharge d'ordures près d'antennes de radio et de télévision d'Honolulu, ou dans le New Jersey le cas de la banlieue de Vernon qui abrite l'une des plus fortes concentrations de stations de transmission par satellite au monde et où l'on a trouvé un cluster inexpliqué et persistant de cas de trisomie 21. 
Fin 1990 deux reporters du magazine Fortune, dans un article paru sur le site de CNN Business décrivent Microwave News comme « la revue la plus réputée à propos des domaines ELF et santé », alors que le New Yorker le décrit comme « influenceur et pionnier ».
En 2000, dans son livre Voodoo Science, Robert L. Park a décrit Microwave News comme « un bulletin d'information influent, entièrement consacré au sujet de la santé et des CEM » (page 141) mais cite une critique faite par l'American Physical Society qui estime que « Paul Brodeur et Microwave News en particulier, ont donné au public une vision sérieusement déformée de faits scientifiques » (Page 158).